# Araiostegia pulchra
Araiostegia pulchra là một loài dương xỉ trong họ Davalliaceae. Loài này được D. Don Copel. mô tả khoa học đầu tiên năm 1927.